# Peter Hermesdorf
Petrus (Peter) Franciscus Josephus Maria Hermesdorf (Deventer, 27 oktober 1923 - Ulestraten/Meerssen, 19 juni 1991) was een schilderijenrestaurateur en - conservator. Hij ijverde als een van de eersten in Nederland voor een multidisciplinaire aanpak van restauraties en zette zich in voor een degelijke opleiding.

## Jeugd
Peter Hermesdorf werd geboren als oudste van drie kinderen in het gezin van Bernard Hermesdorf en Jeannette Teulings. Zijn vroege jeugd bracht hij door in Deventer waar zijn vader een praktijk had als advocaat-procureur. In 1928 verhuisde het gezin naar Nijmegen, waar Bernard Hermesdorf eerst lector en een paar jaar later hoogleraar Romeins en oudvaderlands recht werd aan de Katholieke Universiteit. Na de lagere school ging Peter in 1936 naar kostschool Rolduc in het Limburgse Kerkrade, waar ook zijn vader had gezeten. Hij haalde er in 1943 zijn diploma-hbs. Omdat vader Hermesdorf, sinds 1942 rector magnificus van de katholieke Universiteit, in de oorlogsjaren als eerste rector in Nederland had geweigerd zijn studenten de zogenaamde Loyaliteitsverklaring te laten tekenen, werden hij en zijn gezin scherp in de gaten gehouden. Toen bovendien een oproep voor de Arbeitseinsatz dreigde, doken Peter en zijn broer onder; Peter op een boerderij waar hij tot het einde van de oorlog als boerenknecht werkte. Direct na de bevrijding meldde hij zich als oorlogsvrijwilliger in Engeland bij de Royal Air Force. Van 1945 tot 1947 volgde hij daar aan de luchtvaartschool in Farnborough de opleiding tot luchtfotograaf en cartograaf.

## Opleiding tot restaurateur
Terug in Nederland besloot Peter Hermesdorf zich, in navolging van zijn grootvader, ‘peintre-restaurateur’ Franz Peter Hermesdorf, te richten op het vak van schilderijenrestaurateur. Omdat er eind jaren veertig in Nederland nog geen restaurateursopleiding bestond, volgde Peter Hermesdorf een zelf samengesteld pakket aan lessen en opleidingen. Hij nam tekenlessen van Anton Kloosterhuis, docent aan de Academie Minerva in Groningen maar woonachtig in Groesbeek bij Nijmegen. Voor een gedegen voorbereiding op het vak volgde hij voorts een opleiding tot scheikundig analist bij de Nederlandse Chemische Vereniging waarvoor hij in 1948 zijn certificaat behaalde. Tussen 1947 en 1949 volgde Hermesdorf colleges aan het Kunsthistorisch Instituut van de Katholieke Universiteit Nijmegen, onder andere over de kunstgeschiedenis van de vijftiende en zestiende eeuw bij professor Frits van der Meer.
In 1949 vertrok Hermesdorf naar Londen om daar aan het Courtauld Institute of Art, Department of Technology, de universitaire opleiding tot restaurateur en conservator van schilderijen te volgen. Hij werd er opgeleid door onder anderen Helmut Ruhemann en volgde er onder meer colleges kunstgeschiedenis van Stephen Rees-Jones. Voor de jaren 1950 en 1952 werd hem een British Council Scholarship verleend en tijdens zijn studie werkte hij ook als student-assistent op het instituut. In die hoedanigheid gaf hij les en deed hij onderzoek. In 1952 rondde Hermesdorf zijn studie succesvol af. Hij zou daarmee de eerste universitair geschoolde restaurateur van Nederland worden.

## Zelfstandig restaurateur
Aanvankelijk bleef Peter Hermesdorf in Engeland werken. Zijn eerste grote opdracht was, in 1952, de restauratie van een reeks muurschilderingen van de hand van Gianantonio Pellegrini in Kimbolton Castle in Huntingdon, Engeland. Ook voerde hij enkele restauraties uit voor het Fitzwilliam Museum in Cambridge.
In 1953 keerde Hermesdorf terug naar Nederland, waar hij zich als zelfstandig restaurateur aan de Glacisweg 3 in Maastricht vestigde. Hij kreeg de nodige opdrachten voor restauraties in Limburgse kerken, kloosters en musea. Zo restaureerde hij in Thorn de medaillons in de Loretokapel en een aantal schilderijen uit de Sint Michaëlskerk (Stiftskerk). Hij begon met het schrijven van publicaties over zijn restauratieprojecten.
In de loop der jaren breidde de kring van opdrachtgevers zich uit. Hermesdorf restaureerde voor particulieren uit het hele land en de grensstreek, maar het liefst werkte hij voor musea. Die zorgden niet alleen voor de meest interessante stukken, maar ook voor boeiende inhoudelijke gesprekken met conservatoren en directeuren. Ondanks aanbiedingen om in restauratieateliers in Duitsland, Engeland, Zwitserland en zelfs India te komen werken, prefereerde Hermesdorf zijn loopbaan als zelfstandige. Wel adviseerde hij musea en instellingen en zette hij in 1958 gedurende een verblijf van een paar maanden het restauratieatelier op van het National Museet in Stockholm. Een eervolle opdracht waarvoor hij echter zo weinig verdiende (hij krijgt het salaris van een portier) dat hij vertrok zodra zijn taak erop zat.
In 1966 verhuisde Peter Hermesdorf, die in 1957 getrouwd was met Mariet Notermans en met haar twee dochters en twee zonen kreeg, naar een op de woonhuizen van Frank Lloyd Wright geïnspireerde bungalow in het gehucht Schietecoven (bij Ulestraten). Hermesdorf had de bungalow in samenwerking met de plaatselijke architect Ben Salemans zelf ontworpen. In het woonhuis was een belangrijke plaats gereserveerd voor een groot en licht atelier dat hij voornamelijk inrichtte met zelf ontworpen instrumenten en eigenhandig geconstrueerde werkmeubelen. Hij bouwde onder andere twee grote bedoektafels en een verrijdbare trolley voor penselen, paletten en olieverven.

## Specialist Oude Nederlandse Schilderkunst
Hoewel hij ook aan schilderijen uit de achttiende en negentiende eeuw en zelfs aan werken uit de twintigste eeuw werkte, specialiseerde Peter Hermesdorf zich meer en meer in de restauratie van de Oude Nederlandse Schilderkunst (van de vroege middeleeuwen tot de achttiende eeuw). Hij was een meester in retoucheren en werd door musea in binnen- en buitenland vaak speciaal aangezocht voor de restauratie van vroegmiddeleeuwse en 15de- en 16de-eeuwse probleemstukken op paneel.
Ook wist hij dikwijls onwillige, want zwaar geparketteerde panelen kundig te behandelen. Hiertoe ontwikkelde hij nieuwe technieken en constructies die de panelen weer ruimte gaven om te bewegen, waardoor de schildering aan de voorzijde kon worden behouden. Hij paste deze techniek onder meer toe bij de restauratie van De heilige Maagschap (anoniem, ca. 1480) uit de schatkamer van de Sint Servaasbasiliek in Maastricht en van Rembrandts Eendracht van het land (ca. 1637-1645) in Museum Boijmans van Beuningen.
In 1973 begon Hermesdorf aan de belangrijkste opdracht van zijn loopbaan: de restauratie van Het Laatste Oordeel (1527), het drieluik van Lucas van Leyden uit de collectie van Museum De Lakenhal in Leiden. De panelen werden voor de restauratie (onder politiebegeleiding) overgebracht naar zijn atelier in Schietecoven. De restauratie van Het Laatste Oordeel werd het eerste multidisciplinaire restauratieproject in Nederland. Hermesdorf werkte hiervoor samen met een groep experts die ieder vanuit hun eigen expertise de nieuwste wetenschappelijke technieken meebrachten: directeur van De Lakenhal M.L. Wurfbain, natuurwetenschappelijk onderzoeker J.R.J. Van Asperen de Boer, kunsthistoricus J.P. Filedt Kok, dendrochronoloog P. Klein en chemicus K. Groen. Tijdens bijeenkomsten op het atelier bediscussieerden zij de moeilijkheden die zich voordeden en de te nemen stappen. Na voltooiing van het project, in 1977, deden de verschillende leden van het team in het Nederlands Kunsthistorisch Jaarboek (1978) uitgebreid verslag van deze voor Nederland geheel nieuwe, multidisciplinaire restauratie- en onderzoeksmethode.

## Opleiden van nieuwe generaties
Peter Hermesdorf vond het belangrijk dat er voor nieuwe generaties een goede opleiding zou komen en ijverde zijn hele werkzame leven voor een gedegen vakopleiding in Nederland. Hij deed dit onder andere als lid van de Nederlandse werkgroep ‘Opleiding restaurateurs van schilderijen’ van de International Institute for Conservation of Historic and Artistic Works. Zelf doceerde hij aan diverse opleidingen. Van 1956 tot 1980 gaf hij aan de kunsthistorisch instituten van de Universiteit van Amsterdam en de Rijksuniversiteit Utrecht colleges over restauratie en conservering, en de materiële aspecten van kunstvoorwerpen, waarbij hij een wetenschappelijke benadering verbond met de praktische bijzonderheden van zijn vak. Tentamineren deed hij thuis, aan de hand van de schilderijen in zijn atelier. Verder gaf hij les aan de Academie Sint Joost in Breda en had hij jarenlang een privé-leerling in eigen atelier, mevrouw R. Cobet, die later aan het hoofd stond van een restauratieatelier in Düsseldorf. In 1990 kwamen twee studenten op zijn atelier werken. Later dat jaar kreeg hij de diagnose longkanker. Peter Hermesdorf overleed thuis op 19 juni 1991, 67 jaar oud.
Zijn principes en opvattingen over het vak en zijn werkwijze zette Peter Hermesdorf uitgebreid uiteen in het Festschrift voor R.E. Straub (1990). Dit deed hij aan de hand van zijn restauratie van de twee panelen van Hel en Zondvloed (ca. 1515) van Jheronimus Bosch uit Museum Boijmans van Beuningen. Deze ‘nalatenschap’ zou zijn laatste inhoudelijke bijdrage aan het vak zijn. Zijn archief, dat stukken bevat over zijn eigen opleiding (o.a. collegedictaten, aantekeningen over museumrondleidingen), maar vooral ook documentatie over zijn meest relevante restauratieprojecten, berust in het RKD – Nederlands Instituut voor Kunstgeschiedenis in Den Haag.
Peter Hermesdorf was vanaf 1952 lid en vanaf 1966 fellow van het International Institute for Conservation of Historic and Artistic Works (IIC). In 1971 werd hij lid van de Commissie nader onderzoek taak en rechtspositie museum- en archiefrestauratoren. In 1981 werd Hermesdorf benoemd tot Ridder in de Orde van Oranje-Nassau.

## Restauraties en opdrachtgevers (selectie)
- Amsterdam, Rijksmuseum: Jan Jansz. Mostaert, Landschap met een episode uit de verovering van Amerika, ca. 1535
- Kassel, Gemäldegalerie Alte Meister: Rembrandt van Rijn, Portret van Andries de Graeff, 1639
- Leiden, Museum De Lakenhal, Leiden:
  - Lucas van Leyden, Het Laatste Oordeel, ca. 1526-1527
  - Jan Lievens, Pilatus wast zijn handen in onschuld, ca. 1626
- Los Angeles, Malibu (USA), Getty Center: Gerard van Honthorst, Musicerend gezelschap achter een balustrade, plafondschildering, 1622
- Nijmegen, Valkhof Museum: Meester van het Kanis-triptiek, Kanis-triptiek, 1526
- Rotterdam, Museum Boijmans Van Beuningen :
  - Pieter Aertsen, Christus in het huis van Martha en Maria, 1553
  - Pieter Aertsen, Boerengezelschap met pannenkoekenbakster, 1560
  - Jheronimus Bosch en atelier, Hel, ca. 1515 en Zondvloed, ca. 1515
  - Pieter Brueghel I, De Toren van Babel, 1568
  - Aert de Gelder, Abraham en de engelen, 1680-1685
  - Maarten van Heemskerck, De goden van Olympus, 1556
  - Maarten van Heemskerck (toegeschreven), Portret van een jonge scholier, 1531
  - Meester van de Virgo inter Virgines, De verkondiging aan Maria, 1470-1500
  - Meester van het Johannes-altaar, De vlucht van Elisabeth en De geboorte van Johannes de Doper, 1510-1520
  - Rembrandt van Rijn, De Eendracht van het land, 1637-1645
  - Rembrandt van Rijn, Titus aan de lezenaar, 1655
  - Jacob van Ruisdael, Het Korenveld, ca. 1660
  - Pieter Pieterzn. Saenredam, Gezicht op de Mariaplaats en de Mariakerk te Utrecht, 1662
  - Titiaan, Jongen met honden in een landschap, 1565-1576
- ‘s Hertogenbosch, Het Noordbrabants Museum:
  - Anoniem, De lakenmarkt, 1536
  - Vincent van Gogh, Het uitgaan van de Hervormde kerk van Nuenen, 1884-1885
  - Vincent van Gogh, De spittende boerin, 1885
- ‘s Hertogenbosch, Sint-Janskathedraal: Antwerps, Lijdensaltaar, Scènes uit de Passie, zijluiken, ca.1500
- Utrecht, Centraal Museum:
  - Abraham Bloemaert, Aanbidding van de herders, 1615-1620
  - Abraham Bloemaert, Aanbidding van de drie koningen, 1624
  - Constant, Gevallen paard, 1950
  - Pieter Jansz. Saenredam, Het schip van de Buurkerk in Utrecht, circa 1654
- Utrecht, Universiteit van Utrecht: Portretten hoogleraren in Senaatszaal en trappenhuis

En verder restauraties voor musea, kerken, particuliere collecties en kunsthandel (selectie):
Den Haag (Huis van het boek, voorheen: Museum Meermanno-Westreenianum), Enschede (Rijksmuseum Twenthe), Groningen (Groninger Museum), Maastricht (Bonnefantenmuseum), ‘s-Heerenberg (Huis Bergh), Venlo (Limburgs Museum en Museum Bommel Van Dam), Den Haag (Stichting Gravin Van Bylandt), Heino, (Hannema-De Stuers Fundatie), Amsterdam (Kunsthandel Schlichte Bergen), Maastricht (Kunsthandel Noortman).

## Publicaties (selectie)
- ‘Muurschilderingen uit de Romeinse villa Vlengendaal, gemeente Bocholz, hun technische opbouw’, in: Maasgouw, 67 (1953), p. 122-125.
- ‘Joining loose members of panel paintings’, in: Studies in Conservation, I (1954), p. 87-91.
- ‘Ein neues Verfahren zur Übertragung von Tafelmalereien bei teilweiser Beibehaltung des Bildträgers’, in: Rolf Straub (red.), Über die Erhaltung von Gemälden & Skulpturen, Zürich 1963.
- Met anderen, ‘The examination and restoration of The Last Judgement by Lucas van Leyden’, in: Nederlands Kunsthistorisch Jaarboek (Lucas van Leyden-Studies), 29 (1978), p. 311-424.
- ‘De beschildering van het oostkoor van de Sint Servaas Maastricht. Baken en probleem’, in: De geschilderde uitmonstering van de St. Servaaskerk Maastricht (Symposium IIC Nederland, 28-29 juni 1979), Maastricht 1979, p. 51-55.
- ‘Over de methode van retoucheren, Samenvatting met enige toevoegingen en beschouwingen’, in: Het retoucheren in de restauratie van kunstwerken (Symposium IIC Nederland, 11-12 december 1980) Maastricht 1980, p. 45-53.
- Met E. Van de Wetering en J. Giltaij, ‘Enkele nieuwe gegevens over Rembrandts “De Eendracht van het land”’, in: Oud Holland, 100 (1986), p. 35-49.
- ‘Marouflage eines Leinwand-Gemäldes von Andreas Schelfhout’, in: Restauro, 93 (1987), p. 40-44.
- ‘Konservierung und montage bemalter Holztafeln’, in: Restauro, 95 (1989), p. 267-274.
- ‘Sint Servaas met familie in de Schatkamer te Maastricht. Problemen rondom de opstelling van een oud paneel’, in: Bulletin Sint Servaas, 1989.
- ‘Het technische en al te technische in de restauratie van schilderijen’, in: Festschrift Rolf Straub, Die Kunst und ihre Behaltung, Worms, 1990, p. 134-147.
- ‘De ijzeren wetten van de restauratietechniek overtreden. Kritische kanttekeningen bij enkele schilderijenrestauraties’, in: Mededelingenblad IIC Nederland, juli/augustus (1991).
- Met B. Schnackenburg, ‘Rembrandts ganzfiguriges Herrenporträt’, in: Restauro 98 (1992), p. 85-95.